# Citlalincue

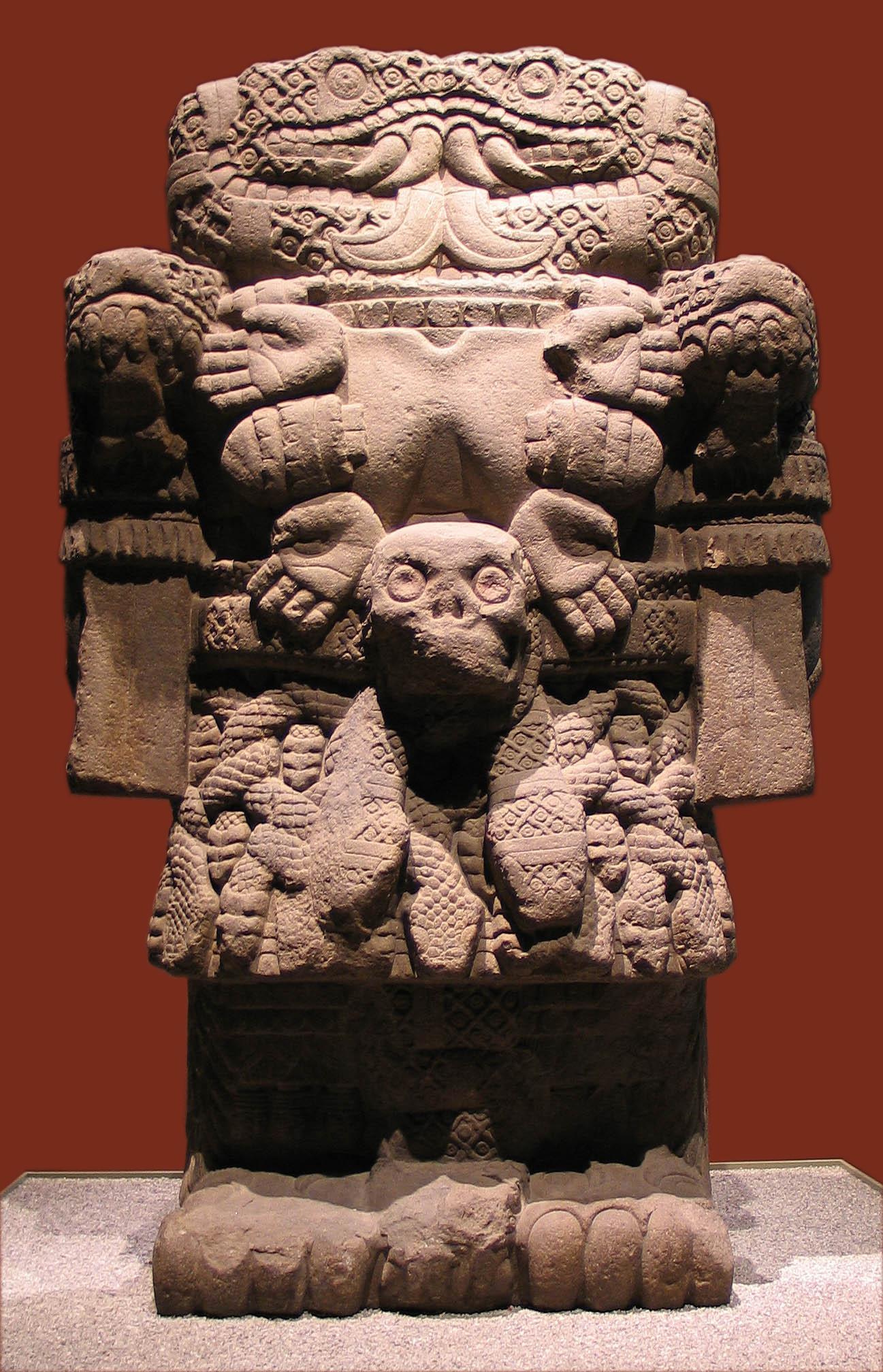
Posąg Citlalincue w Narodowym Muzeum Antropologicznym w Meksyku

Citlalinicue, znana również pod imieniem Citlalicue, Citlallatonac lub Citlaltonac („Ta w Gwiaździstej Spódnicy” lub „Gwiazda, która rozjaśnia” lub „Jaśniejąca Gwiazda”) – w mitologii azteckiej bogini-matka i patronka ziemi.
Citlalinicue wraz ze swoim mężem Citlallatonac byli hipostazami Ometeotla, który identyfikowany był wówczas jako słońce i jako ten, który sprawiał, że świeciły gwiazdy. Para ta stworzyła pierwszą parę na ziemi o imionach Nata i Nena. Citlalicue była również boginią matką, uosabiającą Drogę Mleczną. Franciszkański misjonarz Sahagun w swoim dziele Historia general de las cosas de Nueva España pisał o niej:

Większość ludzi sądzi, że w niebie przebywają bóg zwany Citlalatonec oraz bogini Citlalicue, że bogini ta urodziła nóż, czyli krzemień, w ich języku nazywany tecpatl, czym zdziwieni i przerażeni inni jej synowie postanowili wyrzucić go z nieba, co też uczynili. Krzemień ten upadł w tej części ziemi, którą nazywają chicomoztoc, czyli „Siedem jaskiń”. Mówią, że wyszło z niego tysiąc sześciuset bogów. Zobaczywszy, że zostali tak wyrzuceni i wysiedleni, nie mając żadnej posługi ze strony ludzi, których jeszcze nie było, postanowili wysłać posła do bogini Citlalicue, ich matki, uważając, że skoro tak nimi wzgardziła i wypędziła powinna dać im pozwolenie, moc i sposób stworzenia ludzi, którzy by im służyli. Matka wyraziła zgodę i wskazała, co mają uczynić.

Aztekowie wierzyli, że to Citlalicue spowodowała, iż ludzie mieli możliwość rozmnażania się. Najczęściej przedstawiano ją w sukni obsypanej gwiazdami. Do niej kierowano modły o szczęśliwy poród i powrót do domu, a także to jej imienia wzywano w chwili ukąszenia przez skorpiona.